# Хај Прери (Алберта)
Хај Прери (енгл. High Prairie) је малена варошица у северозападном делу канадске провинције Алберта, у оквиру статистичке регије Северна Алберта. 
Насеље се налази недалеко од западних обала Малог ропског језера, на 89 км североисточно од варошице Валивју и 118 км западно од вароши Слејв Лејк. Градић лежи у пространој равној прерији на надморској висини од 602 метра.
Насеље је интензивније почело да се развија када је кроз њега прошла железница 1914. године. Статус села насеље је добило 1945. и тада је у њему живело 600 становника, а од 1950. Хај Прери има и статус службене варошице у оквирима провинције Алберта.
Према подацима пописа становништва из 2011. у варошици је живело 2.600 становника у 1.069 домаћинстава, што је за 6,6% мање у односу на 2.785 житеља колико је регистровано приликом пописа 2006. године.
Привреда вароши почива на пољопривреди, шумарству, експлоатацији нафте и гаса и у мањој мери услужним делатностима.

## Становништво
| 2011. |
| ----- |
| 2.600 |